# Park Jung-suk
Park Jung-suk, noto anche con lo pseudonimo di Reach (Pusan, 27 dicembre 1983), è un videogiocatore sudcoreano di StarCraft: Brood War.
È stato uno dei Protoss di maggior successo tra il 2002 e il 2005.

## Biografia
Agli inizi della sua carriera, Reach giocava prevalentemente 2v2. È nel 2001 che inizia a farsi spazio nei tornei individuali, qualificandosi allo SKY OSL. Nel 2002 arrivano i primi successi: infatti, Reach riesce ad arrivare alla finale del terzo KPGA Tour, dove perde contro NaDa, e a vincere lo SKY OSL 2002, ai danni di BoxeR.
Riesce a tenersi ad alti livelli anche nel periodo successivo, periodo che vede i giocatori Protoss in difficoltà, restando costantemente nella top 5 del KeSPa Rankings. Nel 2004, riesce infatti ad arrivare alla finale del Gillette OSL, dove però perde a favore Julyzerg. Nell'OSL successivo, arriva in semifinale, dove viene eliminato da iloveoov.
Nel 2005, conquista la finale dell'UZOO MSL, dove però viene sconfitto ancora da uno Zerg, SaviOr.
Negli anni successivi non ottiene ottimi risultati, arrivando al massimo ai quarti di finale del Daum OSL, nel 2007. Reach si ritira definitivamente nel maggio del 2012.

## Statistiche
|            | Vittorie | Sconfitte | %      |
| ---------- | -------- | --------- | ------ |
| vs Terran  | 163      | 154       | 51,42% |
| vs Zerg    | 192      | 179       | 51,75% |
| vs Protoss | 78       | 64        | 54,93% |
| Totale     | 433      | 397       | 52,17% |

## Risultati
- 2002 Secondo al Pepsi Twist KPGA Tour 3rd
- 2002 Vincitore dello SKY OSL
- 2004 Secondo al Gillette OSL
- 2005 Secondo all'UZOO MSL